# 弗拉特伍兹 (肯塔基州)
弗拉特伍兹（英語：Flatwoods），是美国肯塔基州的一座城市。建立于1932年，面积约为8.5平方公里（3.3平方英里）。根据2010年美国人口普查，该市的人口为7,423人。